# Michael Savageau

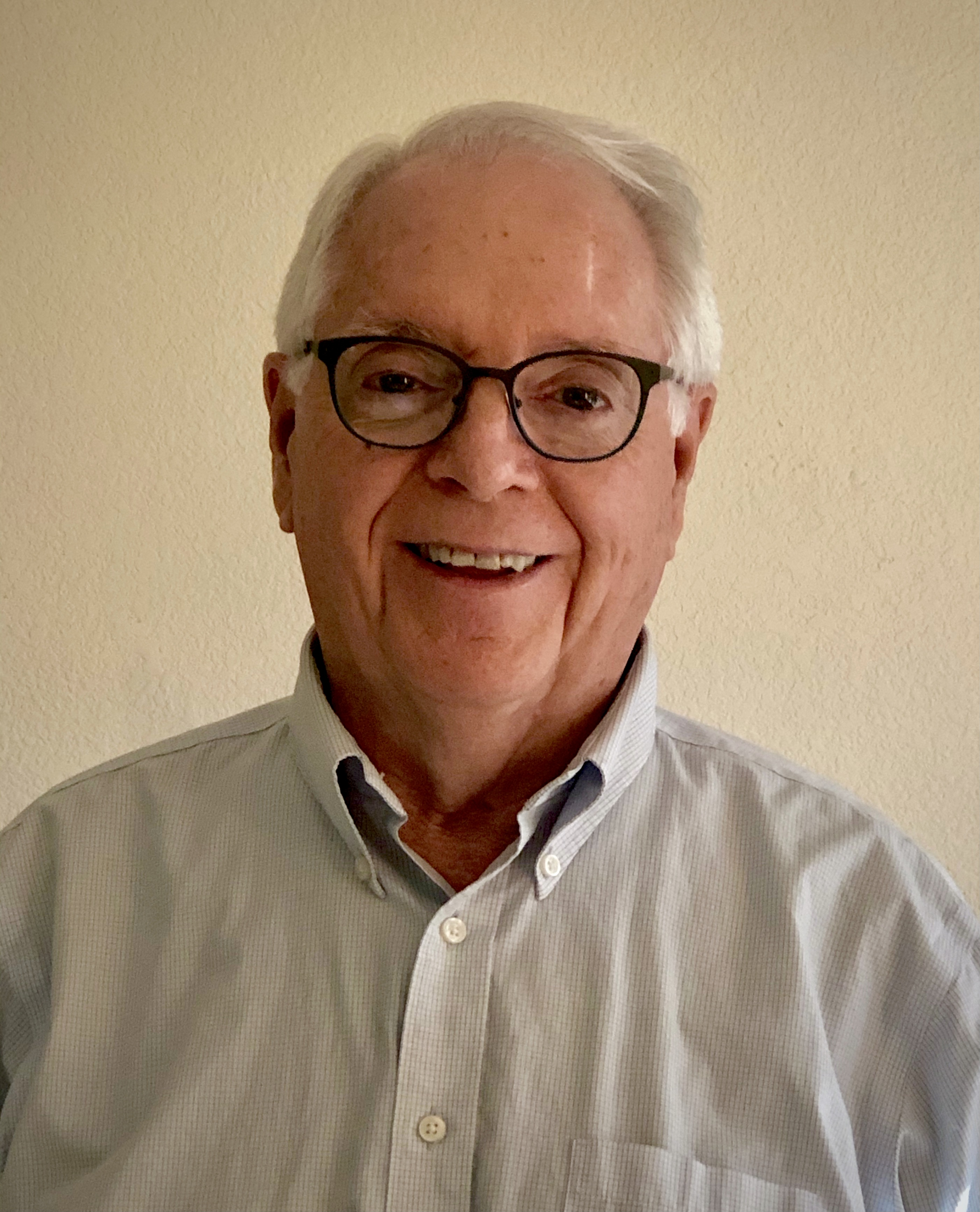
Michael Savageau, 2020

Michael Antonio Savageau (* 3. Dezember 1940 in Fargo, North Dakota) ist ein US-amerikanischer Biologe, der sich mit Systembiologie beschäftigt.
Savageau studierte an der University of Minnesota (Bachelor 1962) und der University of Iowa (Master-Abschluss 1963) und wurde 1967 an der Stanford University in Zellphysiologie und Systemwissenschaft promoviert. Als Post-Doktorand war er in Stanford und der University of California, Los Angeles. 1969 wurde er Lecturer in Stanford und 1970 Assistant Professor und später Professor an der University of Michigan. 1976/77 war er als Fulbright und Guggenheim Fellow am Max-Planck-Institut für Biophysikalische Chemie in Göttingen. 1992 bis 2002 stand er der Fakultät für Mikrobiologie und Immunologie an der University of Michigan vor. Ab 2003 war er Professor an der University of California, Davis. Von 2005 bis 2007 war er Vorstand der Fakultät für Biomedical Engineering.
Er befasst sich mit biologischen und biochemischen Netzwerken (zum Beispiel Gen-Steuerungs-Netzwerke) und nichtlinearer Systemanalyse in der Biologie. 2006 war er Gibbs Lecturer. Er ist Mitglied der American Association for the Advancement of Science und des Institute of Medicine der National Academy of Sciences. Er erhielt den Preis des IHES und ist Ehrendoktor der Universität Lleida in Spanien.
Zehn Jahre lang (bis 2005) war er Herausgeber von Mathematical Biosciences.

## Schriften
- Biochemical Systems Analysis: A Study of Function and Design in Molecular Biology, Addison-Wesley 1976